# Friedrich Trost der Ältere
Friedrich Georg Trost (auch der Ältere [d. Ä.]; * 19. Januar 1844 in Nürnberg; † 18. September 1922 ebenda) war ein deutscher Maler, Xylograph, Illustrator und Kunsterzieher.

## Leben
Trost stammte aus einer Familie mit weit zurückreichender Künstlertradition. Sein Vater war der Maler Wilhelm Trost, sein Großvater der Glas-, Öl- und Dosenmaler Johann Michael Trost, sein Urgroßvater der Porzellan- und Glasmaler Johann Balthasar Trost und sein Ururgroßvater der Porzellanmaler Johann Martin Trost. Sein gleichnamiger Sohn Friedrich (Georg) Trost der Jüngere, der zu Beginn bei ihm lernte, war wiederum Maler.
Er erlernte das Handwerk der Xylographie und besuchte die Kunstgewerbeschule Nürnberg, wo August von Kreling, Friedrich Carl Mayer und später auch Georg Christian Perlberg seine Lehrer waren. Danach war er von 1862 bis 1865 in Stuttgart, Frankfurt am Main, Darmstadt und Braunschweig tätig.
1868 kehrte er zurück in seine Heimatstadt, um dort eine eigene Malschule zu gründen. Von Nürnberg aus war er als Illustrator für verschiedene Zeitschriften arbeitete, beispielsweise für Über Land und Meer, Leipziger Illustrierte Zeitung, Die Gartenlaube, Das Buch für Alle, eine der ersten und auflagenstarken Illustrierten in Deutschland, die von 1866 bis 1918 erschien. und die Heimatzeitschrift Die Oberpfalz, die bis heute im Kallmünzer Laßleben Verlag erscheint. Zudem arbeitete er für die Keramikfabrik von Johann Christoph David von Schwarz, die später zu Norica wurde.
Er war Mitglied im Nürnberger Künstlerverein und im Pegnesischen Blumenorden.

## Bilderauswahl

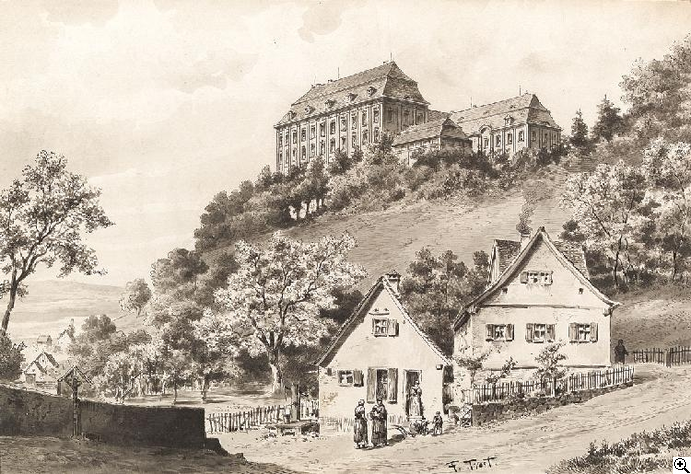
Schloß Schillingsfürst in Mittelfranken
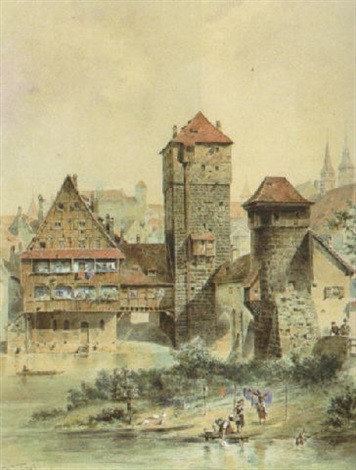
Der Henkersberg mit Weinstadel in Nürnberg (1895)
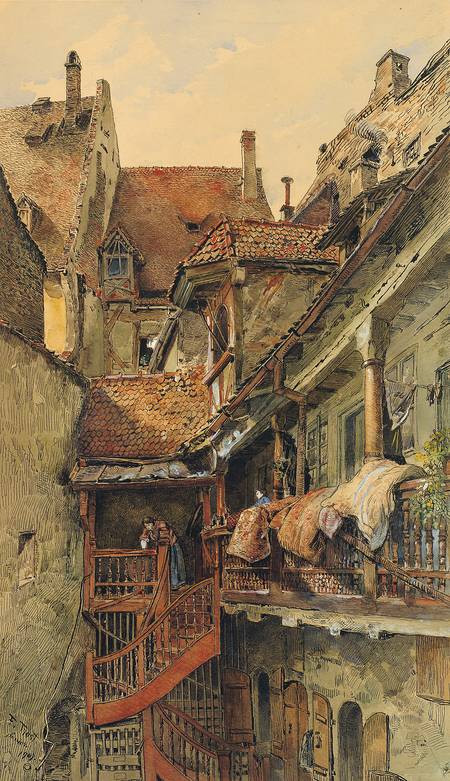
Malerischer Hinterhof im sonnigen Licht (1907)
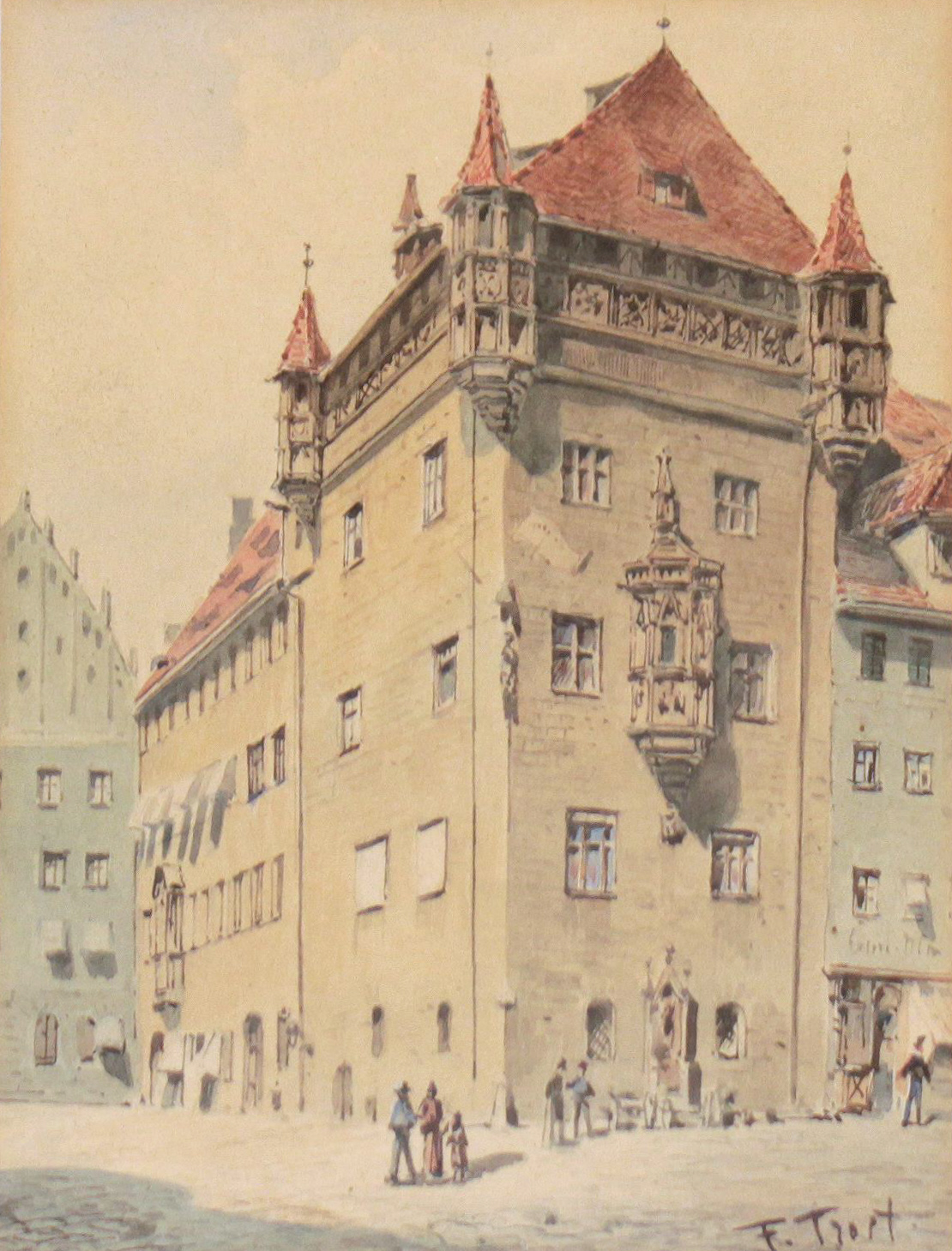
Nassauer Haus
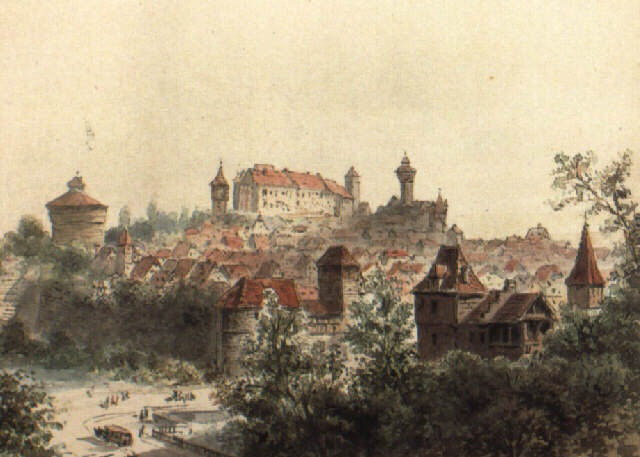
Ansicht von Nürnberg mit der alten Reichsburg.jpg